# Какатоїс евкаліптовий
Какатоїс евкаліптовий (Calyptorhynchus latirostris) — вид папугоподібних птахів родини какадових (Cacatuidae).

## Поширення
Ендемік Австралії. Поширений на південному заході країни. Живе у відкритих евкаліптових лісах.

## Опис
Тіло завдовжки 54-56 см, розмах крил близько 110 см, вага тіла 520—790 г. Забарвлення оперення чорне з хвилеподібним струменистим малюнком жовтувато-білого відтінку, який утворюється за рахунок світлих облямівок на пір'ї. На голові є чубчик завдовжки 2,5-3 см, який птах розпускає віялом при збудженні. На щоках є великі жовтувато-білі плями. Очі карі, ноги коричнево-сірі.

## Поведінка
Трапляється парами, у негніздовий сезон невеликими зграями. Живиться насінням, плодами, ягодами, квітами, комахами, хробаками. Гніздо облаштовує у дуплі високого дерева.